# Asalto al depósito de Securitas
El asalto al depósito de Securitas tuvo lugar en Tonbridge, Inglaterra, en 2006. Fue el mayor robo de dinero en efectivo del Reino Unido. Comenzó con un secuestro en la noche del 21 de febrero y terminó en la madrugada del 22, cuando siete delincuentes robaron casi 53 millones de libras. La banda dejó atrás otros 154 millones de libras porque no tenían medios para transportarlos.
Tras vigilar y colocar a un infiltrado en el depósito, la banda secuestró al director y a su familia. Esa misma noche, entraron con engaños en el depósito y ataron a 14 trabajadores a punta de pistola. Los delincuentes robaron 52.996.760 libras esterlinas en billetes usados y sin usar. La mayoría de los vehículos en los que se dieron a la fuga fueron encontrados la semana siguiente; uno de ellos contenía 1,3 millones de libras en billetes robados. En redadas de la policía de Kent se recuperaron 9 millones de libras en Welling y 8 millones en Southborough. En 2007, 36 personas habían sido detenidas en relación con el delito.
En el juicio celebrado en Old Bailey (Londres) en 2007, cinco personas fueron condenadas a largas penas, entre ellas el infiltrado Emir Hysenaj. Una mujer que había fabricado disfraces protésicos para la banda prestó declaración a cambio de que se retiraran los cargos contra ella. Lee Murray, el presunto cerebro, había huido a Marruecos con su amigo y cómplice Paul Allen. Luchó con éxito contra la extradición al Reino Unido y fue encarcelado allí por el robo. Allen fue extraditado y, tras un segundo juicio en 2008, fue encarcelado en el Reino Unido; al salir en libertad fue tiroteado y herido en 2019. En 2016, quedaban 32 millones de libras por recuperar y varios sospechosos seguían en libertad.

## Depósito
El Banco de Inglaterra imprime billetes de libra esterlina (£) en Debden, Epping Forest. En 2006 externalizaba la distribución de moneda a cinco empresas: Group 4 Securicor, Halifax Bank of Scotland, Post Office Ltd, Royal Bank of Scotland y Securitas. Había 28 centros repartidos por Inglaterra y Gales que almacenaban el efectivo nuevo y el usado a medida que se devolvía, bien para redistribuirlo, bien para destruirlo. Hasta 2001, Barclays había almacenado sus propias provisiones de efectivo; había construido el depósito en Medway House, Vale Road, Tonbridge, en Kent, en 1980, eligiendo la ubicación porque estaba cerca de tres comisarías de policía que siempre estaban abiertas (en Royal Tunbridge Wells, Sevenoaks y la propia Tonbridge), Medway House estaba a sólo 300 m de la estación de Tonbridge y también cerca del centro comercial Angel. El primer edificio de Vale Road era un garaje Kwik Fit y el segundo, el depósito.
Barclays subcontrató la distribución de dinero a Securitas Cash Management (filial de Securitas) en 2001, y en 2006 Securitas ya gestionaba el depósito de Tonbridge. Funcionaba ininterrumpidamente con 80 empleados a tiempo completo repartidos en tres turnos; la mayor parte del trabajo consistía en clasificar y contar los billetes que llegaban en transportes blindados y se enviaban de nuevo a reponer los cajeros. El efectivo se empaquetaba en bricks, que se envolvían en plástico de distintos colores según la denominación: los bricks de 5 £ eran verdes (2.500 £); los de 10 £ eran azules (5.000 £); los de 20 £ eran rojos (5.000 £); los de 50 £ eran amarillos (12.500 £).
El director del depósito era Colin Dixon. Vivía en Herne Bay con su mujer y su hijo pequeño. Debido a la naturaleza de su trabajo, le habían enseñado a no decir a sus colegas dónde vivía y a ir al trabajo cada día por una ruta diferente. La familia tenía dos coches y él alternaba el que utilizaba. Le habían dicho que si alguna vez le paraba la policía mientras conducía, se quedara en el coche y diera a los agentes un trozo de papel con la descripción de su trabajo, y luego les siguiera hasta la comisaría más cercana, donde cooperaría con sus investigaciones.

## Conspiración
Una banda de delincuentes comenzó a estudiar el depósito con la intención de robarlo. Entre los hombres condenados posteriormente por conspiración se encontraban Paul Allen, Jetmir Buçpapa, Roger Coutts, Emir Hysenaj, Lee Murray, Stuart Royle y Lea Rusha. Los Albaneses Buçpapa y Hysenaj eran amigos de la infancia que se conocieron en la escuela en Bajram Curri, Lea Rusha, techadora y luchadora de artes marciales mixtas, conoció a Buçpapa (portero de discoteca) en un entrenamiento de artes marciales mixtas (MMA) dirigido por Rusha en el Angel Centre, cerca del depósito. Rusha también conocía a Lee Murray a través de la MMA; Murray fue detenido por la policía de Kent el 28 de julio de 2005 mientras se encontraba en su coche en una carretera con vistas al depósito junto con dos hombres no identificados. Además de luchador de jaula, Murray era traficante de drogas.
Hysenaj se inscribió en una agencia de empleo que suministraba trabajadores a Medway House. Primero le dieron trabajo en el centro comercial Royal Victoria Place, en Royal Tunbridge Wells, y luego, a finales de 2005, le ofrecieron trabajar en el depósito. Durante su formación, hizo preguntas sobre las medidas de seguridad y transmitió la información a Buçpapa, quien se lo comunicó a Rusha. El 6 de enero de 2006, la Localización GSM mostrados en el juicio indicaban que Allen, Coutts, Murray, Royle y Rusha estaban presentes en una reunión en casa de Royle. Murray visitó una tienda de vigilancia en Derbyshire para comprar una cámara espía y un dispositivo de grabación, con la intención de dárselos a Hysenaj. A pesar de que el dueño de la tienda le advirtió que tuviera cuidado de no manchar la lente de la cámara con pegamento al colocarla en su sitio, alguien de la banda hizo precisamente eso, por lo que Murray envió a sus amigos Allen y Keyinde "Kane" Patterson de vuelta a la tienda para que se la cambiaran. El dueño de la tienda arregló la cámara y la sujetó a un cinturón, que Hysenaj utilizó para filmar dentro del depósito. De regreso, la policía de Nottinghamshire detuvo a los hombres por conducir a 185 km/h. Allen había infringido el límite de velocidad mientras conducía. Allen había infringido el límite de velocidad mientras conducía con un carné provisional caducado, e iba en un coche que no era de su propiedad y que no tenía ITV ni seguro, por lo que fue incautado por la policía.
Varios días antes del robo, Murray se fue de fiesta a Londres y a la mañana siguiente estrelló su Ferrari amarillo en New Kent Road. Murray huyó del lugar y fue detenido por cuatro policías que se encontraban cerca. Fue acusado de agresión en un caso que nunca llegó a juicio. Cuando abandonó el coche, se dejó dos teléfonos prepago con los números de otros miembros de la banda y tres fotografías del club, en las que aparecía junto a Allen y Patterson. La policía recuperó posteriormente estos objetos del coche incautado. Murray se había grabado accidentalmente en uno de los teléfonos, hablando con Rusha sobre cómo llevar a cabo el robo.

## Robo
A primera hora de la tarde del martes 21 de febrero de 2006, Dixon conducía hacia su casa por la A249 cuando fue detenido a las afueras de Stockbury, un pueblo al noreste de Maidstone, por lo que supuso que era un coche de policía sin distintivos. El Volvo S60 llevaba luces azules intermitentes en la parrilla y uno de los dos agentes uniformados se acercó a la ventanilla de Dixon para pedirle que apagara el motor y dejara las llaves puestas. Rompiendo el protocolo, Dixon siguió la orden del agente de salir de su coche y sentarse en el otro, donde fue esposado. Su coche fue retirado de la carretera y el Volvo se dirigió hacia el oeste por la autopista M20 hasta la circunvalación de West Malling. Los delincuentes simularon que le conducían a una comisaría antes de revelar su engaño y amenazarle con una pistola en Mereworth. Lo ataron y lo trasladaron a una furgoneta blanca que condujo hasta Elderden Farm, cerca de Staplehurst.
A continuación, los dos hombres que se hacían pasar por policías se dirigieron al domicilio de Dixon en Herne Bay y hablaron con Lynn Dixon, diciéndole que su marido había tenido un accidente de coche y que ella y su hijo debían acompañarles al hospital lo antes posible. Cuando subió al coche, Lynn Dixon se dio cuenta de que no era un coche de policía de verdad y los hombres le dijeron que la estaban secuestrando; también la llevaron a la granja. A continuación interrogaron a Colin Dixon sobre la disposición del depósito y le advirtieron a punta de pistola que la vida de los miembros de su familia dependía de sus actos.
Alrededor de la 01:00 del miércoles 22 de febrero de 2006, tres vehículos se dirigieron al depósito. Lynn Dixon y su hijo iban en la parte trasera de un camión Renault Midlum blanco de 7,5 toneladas; Colin Dixon y los demás miembros de la banda viajaban en un Vauxhall Vectra y en el Volvo. Los vehículos se separaron y el Volvo llegó al depósito a las 01.21 horas. Dixon y un miembro de la banda vestido de policía salieron del coche y se dirigieron a la entrada peatonal. Dixon llamó al timbre y miró por la ventanilla al operador de la sala de control. En lugar de preguntar por qué Dixon regresaba de noche o por qué iba con un agente, el inexperto operador abrió la puerta y dejó que los dos hombres entraran en el edificio a través de la esclusa. Todo el robo quedó grabado en el circuito cerrado de televisión del edificio y, cuando la policía de Kent revisó más tarde las imágenes, apodó a este miembro de la banda "Policeman". "Policeman" sometió al operario y, sin que nadie se lo pidiera, Dixon pulsó el botón que abrió la verja y permitió que los vehículos entraran en el patio.
El resto de la banda entró en el edificio. Uno de ellos fue apodado más tarde "Cronómetro", porque llevaba un cronómetro para cronometrar el robo, en un guiño a la película Ocean's Eleven. A otros les llamaban "Shorty", "Hoodie" y "Mr Average". Los delincuentes llevaban la cara oculta por pasamontañas y estaban armados con pistolas, escopetas, fusiles de asalto AK-47 y un subfusil Škorpion. Dixon instó al personal a acatar las órdenes de la banda y ataron a 14 trabajadores. Nadie pulsó la alarma. Los siete miembros de la banda intentaron cargar jaulas metálicas llenas de billetes en el camión y se dieron cuenta de que pesaban demasiado, así que uno de los delincuentes intentó conducir el elevador Linde de Lansing y el resto apartó a los rehenes del camino. Resultaba difícil maniobrar el elevador, por lo que se ordenó a un trabajador de Securitas que lo condujera; como seguía estrellándolo deliberadamente, se dijo a Dixon que utilizara un transpalet. El trabajador encajó entonces el elevador entre el elevador trasero del camión y el muelle de carga, inutilizándolo. Cuando Dixon puso en marcha el elevador de palés, "Hoodie" empezó a sospechar y le apuntó a la cabeza con una pistola; frustrados por la lentitud, los demás miembros de la banda cogieron fajos de dinero en sus manos y llenaron carritos de la compra. Los delincuentes robaron 52.996.760 £ en billetes usados y sin usar; otros 154 millones no cabían en el camión y tuvieron que abandonarlo. En total se llevaron diecisiete jaulas y tres carros llenos de billetes.
Los empleados quedaron encerrados en jaulas vacías, al igual que Lynn Dixon y su hijo. No se había activado ninguna alarma y la banda ordenó al personal que permaneciera quieto cuando se marcharon a las 02:44. A las 03:15, cuando estaban seguros de que los atracadores se habían ido, el personal activó una alarma que llamó a la policía. La policía llegó e inició la investigación entrevistando al personal y llevándose su ropa y sus perfiles de ADN.

## Investigación y detenciones
Al día siguiente (jueves 23 de febrero de 2006) Securitas y sus aseguradoras ofrecieron una recompensa de 2 millones de libras por cualquier información sobre el atraco, que según Crimestoppers era la mayor recompensa jamás ofrecida en el Reino Unido. Securitas entregó al Banco de Inglaterra 25 millones de libras como reembolso inicial. La policía de Kent declaró que el atraco había sido meticulosamente planeado por el crimen organizado y que se habían robado al menos 20 millones de libras, posiblemente hasta 50. En la tarde del 23 de febrero, se habían realizado dos detenciones en el sur de Londres: un hombre de 29 años y una mujer de 31 fueron detenidos en dos domicilios distintos como sospechosos de conspiración para cometer un robo. Una tercera persona, una mujer de 41 años, fue detenida en una sucursal de la Portman Building Society de Bromley como sospechosa de manipular bienes robados. Esta mujer era inocente y declaró a The Guardian que pensaba demandar a la policía por "la experiencia más angustiosa de mi vida". Cuando la noticia del robo llegó a los periódicos, se comunicó a Hysenaj que tenía el día libre en el trabajo y fue a ver a los Levellers al teatro Assembly Hall de Royal Tunbridge Wells con su novia.

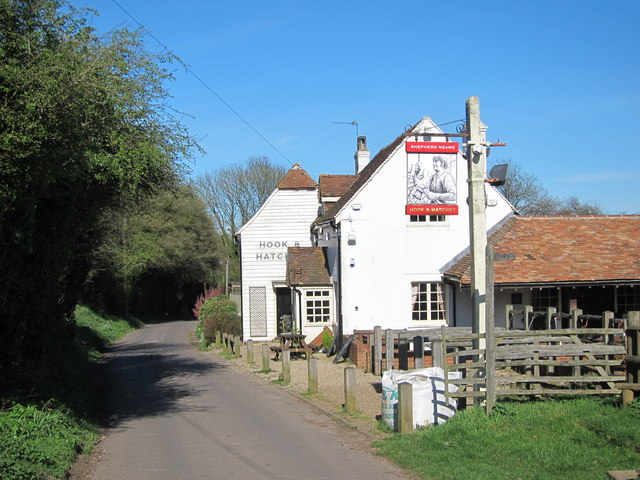
El pub Hook and Hatchet, donde se encontró la furgoneta

El mismo día, la policía descubrió algunos de los vehículos implicados en el robo: una antigua furgoneta de Parcelforce había sido abandonada en el pub Hook and Hatchet de Hucking, cerca de Maidstone; un Volvo y un Vauxhall Vectra habían sido abandonados cerca del castillo de Leeds; el Nissan Almera de Dixon fue localizado en el pub Cock Horse de Detling. Al día siguiente, viernes 24 de febrero, se encontraron jaulas metálicas desechadas y otra parafernalia de la escena del crimen en Friningham Farm, cerca de Detling, en un terreno alquilado por un amigo del propietario de Elderden Farm.
Se informó de que una furgoneta Ford Transit blanca, propiedad de un amigo de Buçpapa y Rusha, se encontraba en el aparcamiento del Ashford International Hotel. Cuando la policía registró la furgoneta, encontró un pasamontañas, un chaleco antibalas y el subfusil Škorpion. Se abrieron dos bolsas que contenían más de 1,3 millones de libras en billetes robados. El sábado 25 de febrero de 2006, agentes de policía armados allanaron los domicilios de Buçpapa y Rusha, encontrándose con la esposa de Buçpapa en su casa de Hadlow Road, en Tonbridge. En la casa de Rusha en Lambersart Close, en Southborough, la policía encontró imágenes de vigilancia de la casa de Dixon, armas y planos del depósito. En el cobertizo descubrieron pasamontañas, ropa de Royal Mail y un escáner de radio sintonizado en una frecuencia utilizada por los servicios de emergencia. El domingo por la tarde, la policía de Kent detuvo a Stuart Royle y a otro hombre en Tankerton, entre Whitstable y Herne Bay, tras disparar a un neumático del coche BMW que conducía. El lunes, la policía detuvo a Buçpapa y Rusha en Deptford, Londres, tras disparar a los neumáticos de su coche. Al día siguiente, se localizó en un centro de alquiler el camión blanco de 7,5 toneladas que había transportado el botín y se registró la granja Elderden. En la granja se encontraron 30.000 libras en billetes robados en el maletero de un coche y 105.600 libras escondidas bajo un árbol muerto en el huerto.
Cuatro días después del atraco, Murray y Allen huyeron del Reino Unido. Tras visitar Ámsterdam, viajaron a Marruecos, donde gastaron dinero de forma extravagante en casas, joyas y estupefacientes. De vuelta al Reino Unido, el 2 de marzo agentes de policía hicieron una redada en una unidad del polígono industrial Graves de Welling. Rompieron un contenedor de transporte y encontraron unos 7 millones de libras en efectivo, que más tarde se anunciaron como 9.655.040 libras. También encontraron 50.000 libras en una bolsa de basura en otro lugar. Los descubrimientos estaban relacionados con Roger Coutts, un vendedor de furgonetas que alquilaba el astillero y guardaba allí su barco. El mismo día del hallazgo, tres personas comparecieron ante el Tribunal de Magistrados de Maidstone: el propietario de la granja fue acusado de conspiración para cometer un robo, manipulación de bienes robados y tres cargos de secuestro; Royle fue acusado de conspiración para cometer un robo; una tercera persona fue acusada de manipulación de bienes robados. Los tres fueron puestos en prisión preventiva. Royle había alquilado a su nombre el camión Renault utilizado en el atraco.
Buçpapa y Rusha comparecieron ante el tribunal el 3 de marzo, cada uno con el mismo cargo de conspiración para cometer un robo. El 13 de marzo, el número de personas detenidas había aumentado a catorce. Dos días después, la policía descubrió un alijo de 8.601.990 libras en un garaje cerrado de Southborough, cerca del domicilio de Rusha. El dinero estaba metido en dieciocho bolsas y maletas de lavandería. El garaje estaba alquilado por un hombre que lo subarrendó al primo de Rusha, quien debía pagar 10 libras de alquiler a la semana, pero llevaba dos semanas de retraso.
En junio, el director de la empresa Ian Bowrem fue detenido mientras conducía por la autopista M25. En su Mercedes-Benz, la policía encontró casi un millón de libras, de las cuales 380.000 estaban constituidas por billetes de 50 libras procedentes del robo. Bowrem se negó a decir quién le había dado el dinero y finalmente fue condenado a tres años y nueve meses de prisión. La policía creía que estaba llevando a cabo un Fraude de comerciante perdido (MTIC) para blanquear el dinero robado. También en junio, Allen y Murray fueron dos de los cuatro hombres detenidos en Rabat, capital de Marruecos, tras una investigación de tres meses. Fueron acusados de posesión de drogas, detención ilegal y agresión a la policía. En Inglaterra se había detenido a otro hombre en el marco de la investigación policial, que fue puesto en libertad sin haber sido acusado; posteriormente, huyó a Chipre del Norte en diciembre de 2006. A finales de año, la policía de Kent había recuperado 21 millones de libras y había solicitado al Ministerio del Interior al menos 6 millones de libras para sufragar tanto la investigación del caso como los gastos futuros en la preparación de los juicios. En 2007 se había detenido a 36 personas.

## Juicios

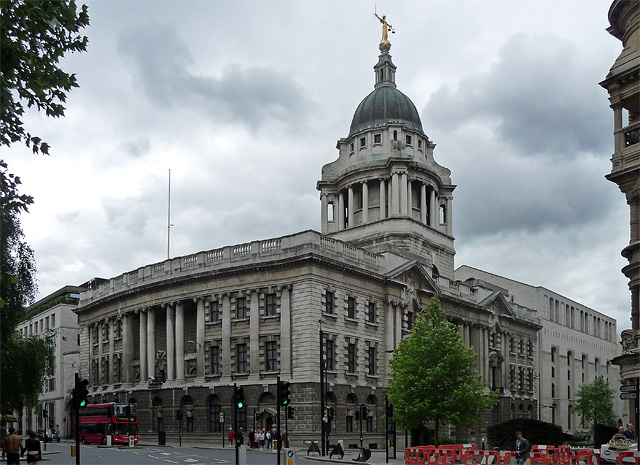
Old Bailey en Londres

El juicio contra ocho personas, entre ellas Jetmir Buçpapa, Roger Coutts, Emir Hysenaj, Stuart Royle y Lea Rusha, comenzó el 26 de junio de 2007 en el Old Bailey de Londres. Todos ellos estaban acusados de conspiración para robar, conspiración para secuestrar y conspiración para poseer armas de fuego. La acusación fue dirigida por Sir John Nutting y el juez del Tribunal Superior fue el Sr David Penry-Davey.
Se examinó el papel del gerente Colin Dixon, y los abogados defensores destacaron "coincidencias" en su conducta que podrían interpretarse como una sugerencia de que era el infiltrado. Se señaló que había infringido las normas de varias maneras: poseía dos llaves de la cámara acorazada, cuando se suponía que sólo tenía una; había hecho fotografías del almacén y de sus trabajadores, que se encontraron en su ordenador de casa; había dicho a los técnicos del circuito cerrado de televisión que pospusieran una visita; había esperado treinta minutos antes de dar la alarma después de que los ladrones se hubieran marchado, a pesar de saber que si se habían marchado no había forma de que volvieran a entrar. Entonces se supo que el hombre de dentro había sido en realidad el emir Hysenaj. Buçpapa había llamado a Hysenaj a las 02:38 cuando la banda salía del depósito; Hysenaj no había contestado, pero la policía pudo mostrar los registros del teléfono móvil para demostrar que se había hecho la llamada.
Durante el juicio, una mujer que había fabricado disfraces protésicos para la banda decidió cambiar la evidencia del estado a cambio de que se retiraran sus cargos. El 28 de enero de 2008, el jurado emitió veredictos de culpabilidad para Buçpapa, Coutts, Hysenaj, Royle y Rusha. Buçpapa, Coutts, Royle y Rusha fueron condenados a cadena perpetua con orden de cumplir un mínimo de quince años. Al día siguiente, Emir Hysenaj fue condenado a veinte años de prisión con orden de cumplir un mínimo de diez. El juez también recomendó que los dos hombres albaneses fueran deportados una vez cumplidas sus condenas. El propietario de la granja y otro hombre fueron absueltos. Al segundo hombre le habían pagado 6.000 libras en billetes robados para que hiciera carteles en el lateral de una de las furgonetas utilizadas en el atraco, pero no había participado en la planificación del delito.
Al comienzo del segundo juicio, en octubre de 2008, presidido de nuevo por Penry-Davey, los fiscales retiraron los cargos contra las novias de Buçpapa, Royle y Rusha. Paul Allen (que había sido extraditado desde Marruecos) y otro hombre fueron acusados de conspiración para robar, conspiración para secuestrar y conspiración para poseer armas de fuego. Allen permaneció en prisión preventiva en la cárcel de alta seguridad HM Prison Belmarsh y fue conducido al tribunal escoltado por un helicóptero de la policía que costaba 30.000 libras al día. Se levantó una orden judicial dictada durante el primer juicio para preservar el anonimato de Lee Murray y se le nombró líder de la banda. En enero de 2009, el jurado fue incapaz de llegar a un acuerdo sobre si Allen era culpable o no y declaró inocente al otro hombre. Se ordenó la celebración de un nuevo juicio para Allen en septiembre y se le mantuvo en prisión preventiva hasta entonces.  En el juicio subsiguiente, Allen se declaró culpable de los tres cargos de conspiración que había negado previamente, admitiendo su implicación pero negando tanto que hubiera manejado armas de fuego como que hubiera sido uno de los siete hombres que entraron en el depósito. Fue condenado a dieciocho años de prisión, de los que cumplió seis. Los 1.063 días pasados en prisión preventiva se descontaron de la condena.
En junio de 2009 se confirmó que Murray tenía nacionalidad marroquí, por lo que ganó su lucha contra la extradición de Marruecos al Reino Unido. Permaneció en prisión en Salé y un año después fue juzgado por el robo. Fue condenado y encarcelado durante diez años; cuando recurrió la duración de esta condena, se elevó a 25 años, el detective superintendente de la policía de Kent Mick Judge declaró: "Me complace que Murray comience ahora a cumplir una importante pena de prisión por su participación en el robo de Tonbridge". Otros miembros de la banda afirmaban que Murray era el líder. La policía creía que había llevado un disfraz cuando tomó a Dixon como rehén y que era la persona apodada "Cronómetro", captada por las cámaras de seguridad dirigiendo a los atracadores para que se movieran lo más rápidamente posible en el depósito. Se creía que el otro hombre que había secuestrado a Dixon era Rusha, que llevaba una barba pelirroja falsa.

## Eventos posteriores
Securitas dejó de manipular efectivo y vendió el depósito de Tonbridge a Vaultex, una empresa dirigida por Barclays y HSBC. Howard Sounes publicó un libro sobre el delito en 2009, titulado Heist: The True Story of the World's Biggest Cash Robbery. Una década después del robo, en 2016, aún no se habían recuperado 32 millones de libras. En opinión de un antiguo superintendente de detectives, el dinero en efectivo habría sido rápidamente absorbido por las redes del crimen organizado Los agricultores que vivían cerca del depósito asaltado denunciaron el acoso de los delincuentes, convencidos de que parte del dinero estaba enterrado en sus tierras. Varias personas escaparon a la captura y la policía sospechaba que vivían del producto del delito en las Antillas y en Chipre del Norte.
En febrero de 2013 Malcolm Constable, a quien su hermano Derek creía relacionado con el robo, fue hallado muerto de una herida de escopeta autoinfligida en Canterbury. La policía de Kent declaró que no tenía constancia de ningún incidente en el que estuviera implicado Constable. Paul Allen resultó gravemente herido el 11 de julio de 2019 al recibir un disparo en su casa del norte de Londres; fue trasladado al hospital en estado crítico. Sobrevivió y en febrero de 2021 se había detenido a ocho hombres en relación con el ataque.
En 2016, la Secretaría de Estado de Justicia rechazó un recurso de Jetmir Buçpapa para cumplir el resto de su condena en Albania. Al año siguiente, en una revisión judicial, se consideró que la decisión era irracional. Buçpapa salió de la prisión de Belmarsh en 2020 y fue deportado a Albania. El día de Año Nuevo de 2022 se casó por segunda vez, en su ciudad natal de Tropoja.

## Incidentes similares
Otros depósitos de Securitas ya habían sido atacados a mediados de la década de 1990, cuando los asaltantes de Liverpool y Manchester robaron más de 2 millones de libras. El atraco al Northern Bank de Belfast había sido anteriormente el mayor robo de efectivo de la historia del Reino Unido, cuando se robaron 26,5 millones de libras en 2004. Este récord fue batido por el atraco de Tonbridge. El mayor robo de dinero en efectivo de la historia mundial tuvo lugar en marzo de 2003, cuando se sustrajeron aproximadamente 1.000 millones de dólares del Banco Central de Irak, poco después de que Estados Unidos iniciara la invasión de Irak en 2003.